# Џејмс Болдвин
Џејмс Артур Болдвин (енгл. James Arthur Baldwin; Харлем, 2. август 1924 - Сен Пол де Ванс, 1. децембар 1987) био је амерички писац и активиста за грађанска права који је стекао признање за своје есеје, романе, драме и песме. Његов роман Иди и реци то на гори из 1953. године сврстан је међу најбоље романе на енглеском језику. Његова збирка есеја из 1955. Белешке домаћег сина помогла је да се успостави његова репутација као гласа за људску једнакост. Болдвин је био позната јавна личност и говорник, посебно током покрета за грађанска права у Сједињеним Државама.
Болдвинова фикција поставља фундаментална лична питања и дилеме усред сложених друштвених и психолошких притисака. Теме мушкости, сексуалности, расе и класе се преплићу да би створиле замршене наративе који иду паралелно са неким од главних политичких покрета ка друштвеним променама у Америци средином двадесетог века, као што су покрет за грађанска права и покрет за ослобођење хомосексуалаца. Болдвинови протагонисти су типично, али не искључиво Афроамериканци, са геј и бисексуалним мушкарцима који су истакнути у његовом раду. Његови ликови се често суочавају са унутрашњим и спољашњим препрекама у потрази за прихватањем себе и друштва: динамика истакнута у његовом роману Ђованијева соба из 1956. године.
Болдвинов рад наставља да утиче на уметнике и писце. Његов недовршени рукопис Remember This House проширен је и адаптиран као документарни филм из 2016. I Am Not Your Negro, који је освојио награду БАФТА за најбољи документарац. Његов роман из 1974. If Beale Street Could Talk адаптиран је у истоимени филм из 2018, који је добио широку похвалу.

## Биографија

### Детињство и младост
Болдвин је рођен 1924. као прво дете мајке, која ће имати деветоро деце. Није никада упознао свог биолошког оца, те му је очух Дејвид Болдвин постао очинска фигура. Дејвид је био суров према породици и није подржавао Болдвинова интересовања за књижевност.
Са 14 година будући књижевник је постао проповедник у Пентакосталној цркви у Харлему. По завршетку средње школе у Бронксу преселио се у Гринвич Вилиџ. Раних 1940-их своја интересовања је померио са вере не књижевност. Највећу подршку добијао је од свог идола Ричарда Рајта кога је сматрао „највећим црним писцем на свету“. Њих двојица су постали пријатељи и Рајт му је помогао да добије награду Јуџин Ф. Саксон. Болдвин је своју збирку есеја назвао Белешке домородачког сина, као јасну референцу на Рајтов роман Домородачки син. Међутим, у есеју из 1949. године, Свачији роман побуне Болдвин је написао да Рајтов Домородачки син, као Чича Томина колиба Харијете Бичер Стоу немају уверљиве ликове и психолошку комплексност. Ово је покварило пријатељство два писца. Касније у интервјуу за Њујорк тајмс Болдвин је рекао да није престао да обожава Рајта: „Познавао сам Ричарда и волео сам га. Нисам га нападао; покушавао сам да разјасним нешто себи.“

### Каријера
Са двадесет и три године преселио се у Париз, покушавши да побегне од траума изазване породичним и расиситичким репресијама. Након повратка у САД и почетка књижевне каријере, активно се укључио у борбу афроамериканаца за грађанска права, те је често гостовао по телевизијским емисијама, поставши један од најпознатијих интелектуалаца у Америци тога времена. Иако је постао значајно име у афроамеричком покрету за права, Болдвин се никада није приклонио ниједној групацији, истичући предност људске индивидуалности над било каквим другим обележјима: Сви ми морамо учинити напор да се односимо према свим људима једноствано као према индивидуалним људским бићима. Никаква етикета, никаква парола, никаква политичка странка, никакава боја коже, па чак ни било каква религија нису важније од индивдиуе као људског бића.
Афро-амерички сликар Бофорд Делани је, такође, имао велики утицај на Болдвина. У Цена улазнице из 1985. написао је да је Делани био за њега први живи доказ да црнац може бити уметник. Дивио се његовој храбрости, интегритету, страсти: „Видео сам га потресеног много пута и доживео сам да га видим сломљеног, али га никада нисам видео да се клања.“
У младости, Болдвин се осећао под притиском што због чињенице да је Афро-американац у отворено расистичкој Америци, што због чињенице да је хомосексуалац у изразито хомофобичној Афро-америчкој заједници. Године 1948. Болдвин се сели у Француску како би избегао своју суморну перспективу у САД. Током боравка у Француској, Болдвин је постао врсни прозаиста и песник. Тамо је такође упознао седамнаестогодишњег Лусијена Хаперсберга, који је постао његов пријатељ и љубавник. Уз његову подршку, Болдвин је створио и објавио велики број дела. Лусијен се након три године њиховог познанства оженио, што је Болдвина оставило у неверици.
Болдвинов роман из 1956. године Ђованијева соба се управо бави темом растргнутости мушкарца у љубави коју гаји према другом мушкарцу и према жени. Учествовао је 1963. године у Маршу на Вашингтон са Мартином Лутером Кингом. Године 1962. Болдвин је добио награду Џорџ Полк за репортажу у Њујорк тајмсу.

### Смрт
Дана 1. децембра 1987,Болдвинје умро од рака стомака у Сен Пол де Ванс, Француској. Сахрањен је на гробљу Фернклиф у Хартсдејлу, близу Њујорка.
Фред Нол Холис се бринуо о Џејмсу Болдвину на самрти. Нол је био пријатељ са Болдвином од раних 1970-их, јер би му Болдвин куповао пиће у кафићу Флоре. Нол се присетио разговора с Болдвином, непосредно пре његове смрти, о расизму у Алабами. У једном разговору, Нoл је рекао Бoлдвину: "Кроз своје књиге сте ме ослободили моје кривице због тога што сам тако пун предрасуда што долазим из Алабаме и због моје хомосексуалности." Бoлдвин је инсистирао: „Не, ти си ме ослободио откривајући ми ово.“
У време Болдвинове смрти, радио је на недовршеном рукопису под називом Remember This House, мемоару својих личних сећања на вође грађанских права Медгара Еверса, Малколм Икса и Мартин Лутер Кинга, Јр. Након његове смрти, издавачка кућа МекГрав-Хил предузела је корак без преседана тужећи његово имање како би повратила предујам од 200.000 долара који су му платили за књигу, иако је тужба прекинута до 1990. Рукопис представља основу за документарни филм Раула Пека из 2016. године I Am Not Your Negro.

## Књижевност
Прво објављено Болдвиново дело, приказ писца Максима Горког, појавио се у The Nation 1947. године. Наставио је да објављује у том часопису у разним временима своје каријере и служио је у његовом уредништву након његове смрти 1987.

### 1950е
Дебитовао је романом Иди и реци то на гори (Go Tell It on the Mountain) (1953) у коме се приповеда о религијском искуству четрнаестогодишњег дечака и приказују дисфункционални односи у афроамеричкој породици Грим у Харлему 1930-их. Уследио је роман о хомосексуалној саморепресији младића у Ђованијевој соби (1956), који је изазвао велике контроверзе када је први пут објављен 1956. године због свог експлицитног хомоеротског садржаја. Болдвин се поново опирао етикетама објављивањем овог дела. Упркос очекивањима читалачке јавности да ће објавити дела која се баве афроамеричким искуствима, Ђованијева соба претежно говори о белим ликовима.

### 1960е
Уследили су приказ духовне изолације неколицине младих Њујорчана боема у Другој земљи (1962) и роман о невино оптуженом младићу у делу Када би улица Бел могла да проговори (1974). Објавио је збирке есеја Белешке домородачког сина (1955), Нико ми не зна име (1961) и Следећи пут – ватра (1963). Његова есејистика стилски и тематски спада у највише домете америчког есеја. У њиховом средишту је питање зашто је истина о белцима и црнцима у Америци толико ужасна да се заправо не може исказати? Пишући о теми готово са психолошког становишта, анализирао је подједнаки погубни утицај расизма на потлачене, као и на тлачитеље. Према њему, зла америчког друштва, па и расизам, пројекција су озбиљнијег проблема који се тиче неспособности Американаца да се суоче са стварношћу каква јесте. Позивао је на друштвене промене, али је сматрао да њихово полазиште може бити искључиво у смелом суочавању сваког појединца са самим собом, јер како је објаснио: питања која човек себи поставља почињу да објашњавају свет и постају човеков кључ ка искуствима других људи. Човек ретко у другима може сагледати оно што није кадар у себи сагледати. Од овог суочавања са собом зависи мера нашег искуства и саосећања.

### 1970е и 1980е
Следећи есеј Без имена на улици (No Name in the Street) (1972), такође је расправљао о сопственом искуству у контексту каснијих 1960-их, посебно о атентатима на три његова лична пријатеља: Медгара Еверса, Малколм Икса и Мартин Лутер Кинга.
Критичари су углавном занемаривали Болдвинове списе из 1970-их и 1980-их, иако чак и ови текстови почињу да добијају пажњу. Неколико његових есеја и интервјуа из 1980-их расправља о хомосексуалности и хомофобији са жаром и отвореношћу. Оштре критике Елдриџа Кливера на рачун Болдвина у Soul on Ice и другде и Болдвинов повратак у јужну Француску допринеле су осећају да он није био у контакту са својом читалачком публиком. Увек веран својим уверењима, а не укусима других, Болдвин је наставио да пише оно што је желео. Како је био водећи књижевни глас покрета за грађанска права, постао је инспиративна фигура за нови покрет геј права. Његова два романа написана 1970-их, If Beale Street Could Talk (1974) и Just Above My Head (1979), снажно су истакли значај афроамеричких породица. Каријеру је закључио објављивањем свеске поезије Jimmy's Blues (1983), као и другог есеја дужине књиге The Evidence of Things Not Seen (1985), продужене медитације инспирисане убиствима деце из Атланте раних 1980-их. Болдвин је такође стекао мноштво стипендија за МекДовел.

## Друштвени и политички активизам
Болдвин се вратио у Сједињене Државе лета 1957, док се о закону о грађанским правима те године расправљало у Конгресу. Моћно га је дирнула слика младе девојке, Дороти Каунтс, која се обрачунала са руљом у покушају да десегрегира школе у Шарлоти у Северној Каролини, а уредник Partisan Review Филип Рајв предложио му је да извештава о ономе што се дешавало на америчком југу. Болдвин је био нервозан због путовања, али је стигао, интервјуирајући људе у Шарлоти (где је упознао Мартина Лутера Кинга млађег) и Монтгомерија у Алабами. Резултат су била два есеја, један објављен у Харперовом часопису (The Hard Kind of Courage), други у Partisan Review (Nobody Knows My Name). Накнадни Болдвинови чланци о покрету појавили су се у Mademoiselle, Harper's, The New York Times Magazine, и The New Yorker, где је 1962. објавио есеј који је назвао Down at the Cross, Letter from a Region of My Mind. Заједно са краћим есејем из The Progressive, есеј је постао The Fire Next Time.
Док је писао о покрету, Болдвин се прилагодио идеалима Конгреса расне равноправности (ЦОРЕ) и Студентског ненасилног координационог одбора (СНЦЦ). Придруживање ЦОРЕ-у пружило му је прилику да путује преко америчког Југа одржавајући предавања о својим ставовима о расној неједнакости. Његови увиди и на Север и на Југ дали су му јединствену перспективу о расним проблемима са којима су се Сједињене Државе суочавале.
1963. одржавао је предавање по југу за ЦОРЕ, путујући у Дурам и Гринсборо у Северној Каролини и Њу Орлеансу. Током обиласка држао је предавања студентима, белим либералима и свима другима који су слушали о његовој расној идеологији, идеолошком положају између „мишићавог приступа“ Малколма Икса и ненасилног програма Мартина Лутера Кинга, млађег.Болдвин је изразио наду да ће социјализам заживети у Сједињеним Државама.
„У сваком случају је сигурно да је незнање, повезано са моћи, најжешћа непријатељска правда коју може имати.“— Џејмс Болдвин
До пролећа 1963., главна штампа је почела да препознаје Болдвинову продорну анализу белог расизма и његове елоквентне описе бола и фрустрације црнаца. Заправо, Time је Болдвина представио на насловници издања од 17. маја 1963. године. „Нема другог писца“, рекао је магазин, „који са таквом дирљивошћу и абразивношћу изражава мрачне стварности расног врења на северу и југу“
У каблу који је Болдвин послао државном тужиоцу Роберту Ф. Кенедију током кризе у Бирмингему у Алабами, Болдвин је за насиље у Бирмингему кривио ФБИ, Ј. Едгара Хувера, сенатора за Мисисипи Џејмса Истланд и председника Кенедија због тога што нису искористили „велики престиж његове канцеларије као моралног форума који то може бити.“ Главни тужилац Кенеди позвао је Болдвина да се састане с њим током доручка, а тај састанак је уследио и други, када се Кенеди састао са Болдвином и осталима које је Болдвин позвао у Кенедијев стан на Менхетну. 
О овом састанку се говори у драми Ховарда Симона, James Baldwin: A Soul on Fire. У делегацији су били Кенет Б. Кларк, психолог који је одиграо кључну улогу у одлуци Brown v. Board of Education ; глумац Хари Белафонте, певачица Лена Хорн, списатељица Лорејн Ханзбери и активисти из организација за грађанска права. Иако се већина учесника овог састанка осећала „уништено“, састанак је био важан за изношење забринутости покрета за грађанска права и обезбедио је излагање питања грађанских права не само као политичко, већ и као морално питање.
Датотека ФБИ-ја Џејмса Болдвина садржи 1.884 странице докумената, прикупљених од 1960. до почетка 1970-их. Током те ере надзора америчких писаца, ФБИ је акумулирао 276 страница о Ричарду Рајту, 110 страница о Труману Капотеу и само девет страница о Хенрију Милеру.
Болдвин се такође истакнуо на Маршу за Вашингтон за посао и слободу 28. августа 1963. године, са Белафонтеом и дугогодишњим пријатељима Сидни Појтиром и Марлоном Брандом.
Болдвинова сексуалност сукобила се са његовим активизмом. Покрет за грађанска права био је непријатељски расположен према хомосексуалцима.Једини мушкарци хомосексуалци у покрету били су Џејмс Болдвин и Бајард Растин. Растин и Кинг били су врло блиски, пошто је Растин добио заслуге за успех марша на Вашингтон. Многима је сметала Растинова сексуална оријентација. Сам Кинг је говорио о теми сексуалне оријентације у школској редакцији током колеџа и као одговор на писмо током 1950-их, где га је третирао као менталну болест коју би појединац могао да преброди. Кингов кључни саветник, Станли Левисон, такође је изјавио да су Болдвин и Растин „били боље квалификовани да воде хомосексуални покрет од покрета за грађанска права“ Притисак је касније резултирао Кингом који се дистанцирао од обојице. Упркос својим огромним напорима у покрету, због своје сексуалности, Болдвин је био искључен из унутрашњих кругова покрета за грађанска права и био је упадљиво непозван да говори крајем марта у Вашингтону.
У то време Болдвин је био ни "у ормару", ни отворен за јавност о својој сексуалној оријентацији. Иако су његови романи, конкретно Ђованијева соба и Само изнад моје главе, имали отворено хомосексуалне ликове и везе, сам Болдвин никада није отворено изјавио своју сексуалност. У својој књизи Кевин Мумфорд истиче како је Болдвин прошао живот „пролазећи исправно, уместо да се сукобљава са хомофобима с којима се мобилисао против расизма.“
Након што је бомба експлодирала у цркви у Бирмингему три недеље након марша на Вашингтон, Болдвин је позвао на националну кампању грађанске непослушности као одговор на ову "застрашујућу кризу". Отпутовао је у Селму у Алабами, где је СНЦЦ организовао акцију регистрације бирача; посматрао је мајке са бебама и старије мушкарце и жене како сатима стоје у дугачким редовима, док су наоружани посланици и државни војници стајали поред њих. Након дана гледања, говорио је у препуној цркви, кривећи Вашингтон - „добре беле људе на брду“. Враћајући се у Вашингтон, рекао је извештачу New York Post-а да би савезна влада могла заштитити црнце - могла би послати савезне трупе на југ. Кривио је Кенедијеве за неделовање. У марту 1965. године, Болдвин се придружио учесницима марша који су ходали 50 mi (80 km) од Селме, Алабама, до главног града у Монтгомерију под заштитом савезних трупа.
Без обзира на то, одбацио је етикету „активиста за грађанска права“ или да је учествовао у покрету за грађанска права, уместо тога слажући се са тврдњом Малколма Икса да ако је грађанин не би требало да се бори за своја грађанска права. У интервјуу са Робертом Пеном Вореном из 1964. године за књигу Ко говори за црнца?, Болдвин је одбацио идеју да је покрет за грађанска права директна револуција, уместо тога називајући га "врло необичном револуцијом јер мора... имати своје циљеве успостављање уније и ... радикални помак у америчким обичајима, америчком начину живота ... не само што се очигледно односи на црнце, већ и на сваког грађанина земље.“ У говору на УЦ Беркли 1979. године, назвао га је, уместо тога, „најновијом побуном роба“.
Године 1968. Болдвин је потписао завезу Writers and Editors War Tax Protest, обећавајући да ће одбити плаћања пореза у знак протеста против рата у Вијетнаму.

## Наслеђе
Поштанска марка са његовим ликом штампана је 2005. године.
Документарац Ја нисам твој црња у режији Раула Пека из 2016. заснован је на документарним снимцима који сведоче о расизму и покрету за грађанска права афроамериканаца, као и на снимцима Џејмса Болдвина. Снимке прати нарација Семјуела Л Џексона који чита Болдвинов незавршени есеј „Запамти ову кућу”. Документарац је био номинован за Оскара за најбољи документарни филм, али га није освојио.

## Почасти и награде
- Guggenheim Fellowship, 1954.
- Eugene F. Saxton Memorial Trust Award
- Foreign Drama Critics Award
- George Polk Memorial Award, 1963
- MacDowell fellowships: 1954, 1958, 1960[26]

## Дела

### Романи
- 1953. Go Tell It on the Mountain (семи-аутобиографски)
- 1956. Giovanni's Room
- 1962. Another Country
- 1968. Tell Me How Long the Train's Been Gone
- 1974. If Beale Street Could Talk
- 1979. Just Above My Head

### Есеји и кратке приче
Многи есеји и кратке приче о Болдвину објављени су први пут као део збирки (Notes of a Native Son). Други су, међутим, у почетку објављивани појединачно, а касније уврштени у Болдвинове књиге компилација. Неки есеји и приче о Болдвину, који су првобитно објављени сами, укључују:
- 1953. "Stranger in the Village." Harper's Magazine.
- 1954. "Gide as Husband and Homosexual." The New Leader.
- 1956. "Faulkner and Desegregation." Partisan Review.
- 1957. "Sonny's Blues." Partisan Review.
- 1957. "Princes and Powers." Encounter.
- 1958. "The Hard Kind of Courage." Harper's Magazine.
- 1959. "The Discovery of What It Means to Be an American," The New York Times Book Review.
- 1959. "Nobody Knows My Name: A Letter from the South." Partisan Review.
- 1960. "Fifth Avenue, Uptown: A Letter from Harlem." Esquire.
- 1960. "The Precarious Vogue of Ingmar Bergman." Esquire.
- 1961. "A Negro Assays the Negro Mood." New York Times Magazine.
- 1961. "The Survival of Richard Wright." Reporter.
- 1961. "Richard Wright." Encounter.
- 1962. "Letter from a Region of My Mind." The New Yorker.
- 1962. "My Dungeon Shook." The Progressive.
- 1963. "A Talk to Teachers"
- 1967. "Negroes Are Anti-Semitic Because They're Anti-White." New York Times Magazine.
- 1976. The Devil Finds Work

### Колекције
Многи есеји и кратке приче о Болдвину објављени су први пут као део збирки, које су такође укључивале старија, појединачно објављена дела (попут горе наведених) Болдвина. Ове колекције укључују:
- 1955. Notes of a Native Son
- 1961. Nobody Knows My Name: More Notes of a Native Son
- 1963. The Fire Next Time
- 1965. Going to Meet the Man
- 1972. No Name in the Street
- 1983. Jimmy's Blues
- 1985. The Evidence of Things Not Seen
- 1985. The Price of the Ticket
- 2010. The Cross of Redemption: Uncollected Writings.

### Репродукције и аудио
- 1954 The Amen Corner (play)
- 1964. Blues for Mister Charlie (play)
- 1990. A Lover's Question (album). Les Disques Du Crépuscule – TWI 928-2.

### Сараднички радови
- 1964. Nothing Personal, са Ричардом Аведоном (photography)
- 1971. A Rap on Race, са Маргарет Мид
- 1971. A Passenger from the West, наратив са Балдвиновим разговорима, Набил Фарес; у прилогу давно изгубљеног интервјуа.
- 1972. One Day When I Was Lost (orig.: A. Haley)
- 1973. A Dialogue, with Nikki Giovanni
- 1976. Little Man Little Man: A Story of Childhood, with Yoran Cazac
- 2004. Native Sons, with Sol Stein

### Постхумне колекције
- 1998. Early Novels & Stories: Go Tell It on the Mountain, Giovanni's Room, Another Country, Going to Meet the Man, edited by Toni Morrison.
- 1998. Collected Essays: Notes of a Native Son, Nobody Knows My Name, The Fire Next Time, No Name in the Street, The Devil Finds Work, Other Essays, edited by Toni Morrison.
- 2014. Jimmy's Blues and Other Poems.
- 2015. Later Novels: Tell Me How Long the Train's Been Gone, If Beale Street Could Talk, Just Above My Head, edited by Darryl Pinckney.
- 2016. Baldwin for Our Times: Writings from James Baldwin for an Age of Sorrow and Struggle, with notes and introduction by Rich Blint.